# 조반니 그라데니고

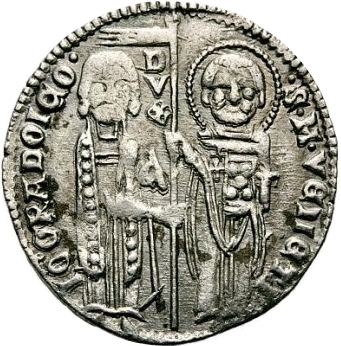

조반니 그라데니고(Giovanni Gradenigo, 1356년 8월 8일 사망)는 제56대 베네치아 공화국의 도제이며, 1355년 4월 21일에 선출되었다. 그의 재임 기간 베네치아는 제노바와 정전 협정을 맺었다.

## 생애
그라데니고는 베네치아에서 태어났다. 그는 아드리아나 보로메오(Adriana Borromeo)와 첫 번째 혼인을 했고 그후에는 마리나 카펠로(Marina Capello)와 했다. 도제 선출 이전에 그는 카포디스트리아, 파도바, 트레비소의 포데스타를 맡았었다. 베네치아 공화국을 향한 그의 충성심은 전임자 마리노 팔리에로가 처형을 당한 후, 그가 도제로 선출되는데 도움을 줬을 것이다.
그가 선출된지 두 달만에 베네치아는 제노바와 길고 불리한 전쟁을 끝내는 전쟁 협정을 맺었다. 그의 재임 기간 방책은 공화국의 경제를 향상시키는 것이었지만 1356년에 본토와 달마티아 (그의 후임자 조반니 델핀이 공화국에 불리한 자다르 조약으로 종결)에서 전쟁이 발발했다.
1356년 8월에 그는 사망했다.